# Lucette Berlioux
Pour les articles homonymes, voir Berlioux.

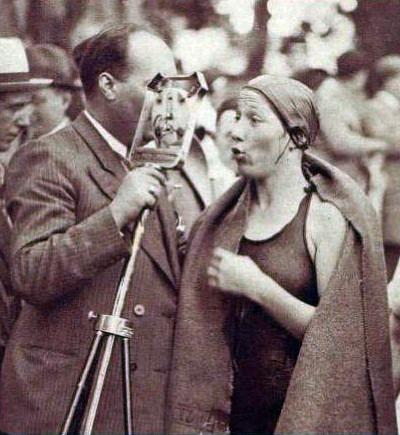
Lucette Berlioux victorieuse de la traversée de Paris féminine à la nage, en 1935 à 16 ans.

Marie-Luce « Lucette » Berlioux, épouse Coupat, née le 25 février 1919 à Nancy et décédée le 30 octobre 1966, est une nageuse française  spécialisée en nage libre.

## Biographie
Multimédaillée du 400 mètres nage libre national durant la période de règne sur la distance de Louisette Fleuret, elle a été championne de France de natation de grand fond nage libre en 1934, 1935 (à Bordeaux), 1936 et 1938, ainsi que de Paris en août 1939.
En 1934, 1935 et 1936, elle remporte la Traversée de Paris à la nage féminine, et elle termine également cinquième du Championnats d'Europe de natation 1938 à Londres, dans le Relais 4 × 100 mètres nage libre.
En club, elle a été licenciée au Club des Nageurs de Paris.